# 왈리드 알후세이니

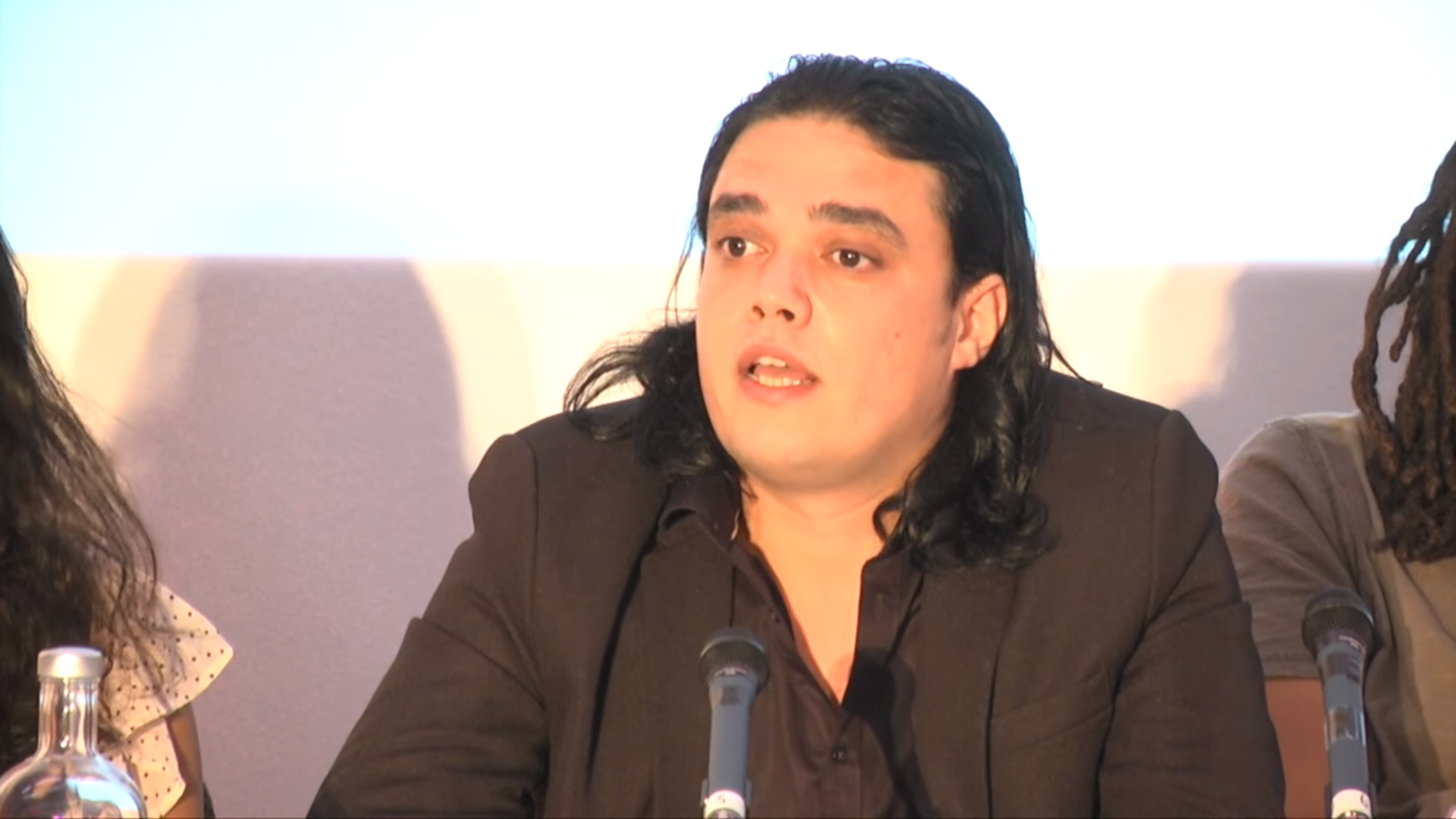

왈리드 알후세이니(Waleed Al-Husseini, 1989년 6월 25일 ~ )는 팔레스타인인 무신론자, 세속주의 수필가, 작가, 블로거이다. 요르단강 서안 지구의 칼킬리야에서 태어나 성장했으며 2012년부터는 프랑스에서 살고 있다.
인터넷에서 종교를 풍자하는 자료를 출판한 알후세이니는 페이스북과 블로그 게시물에 이슬람교의 신성을 모독했다는 이유로 2010년 10월 팔레스타인 자치 정부에 체포되었다. 그의 체포는 국제적 관심을 집중시켰고 알후세이니는 수감 중에 고문을 당했다고 주장했다. 풀려난 뒤 알후세이니는 그의 개인적 안정에 두려움을 갖고 프랑스로의 망명을 신청하여 2012년 망명하였다. 그 뒤로 세속주의를 찬성하고 프랑스와 해외의 극단주의적이자 정치적인 이슬람교의 발달에 대항하는 발언을 하고 있으며 극단주의 이슬람교가 세속적인 프랑스 공화국에 위협을 준다고 주장한다.